# Хоккейная Ассоциация Индии
Хоккейная ассоциация Индии является национальным органом, координирующим хоккей с шайбой в Индии. Представляет интересы индийского хоккея в Международной федерации хоккея с шайбой, под эгидой которой проводит турниры и участвует в международных встречах.
На сегодняшнем этапе большую помощь в развитии популярности хоккея в стране, оказание помощи в получении хоккейного оборудования оказывают индийские эмигранты в США и Канаде, которые в своих странах так или иначе связаны с хоккеем с шайбой. Основным приоритетом в работе ассоциации является привлечение спонсорской помощи для развития хоккея, создание постоянной инфраструктуры и хоккейных площадок.
Ассоциация планирует популяризировать хоккей с шайбой в каждом индийском штате. Также в её планы входит участие сборной Индии по хоккею с шайбой в чемпионате мира в 2011 году.